# Birgit Süß
Birgit Süß, po mężu Saul (ur. 29 marca 1962 w Halle) – niemiecka gimnastyczka sportowa reprezentująca NRD. Brązowa medalistka olimpijska z Moskwy (1980) oraz dwukrotna brązowa medalistka mistrzostw świata (1978, 1981) w wieloboju drużynowym.

## Osiągnięcia
| Rok                   | Zawody                | Konkurencja           | Konkurencja           | Konkurencja           | Konkurencja           | Konkurencja           | Konkurencja           |
| Rok                   | Zawody                | VT                    | UB                    | BB                    | FX                    | AA                    | Team                  |
| Zawody międzynarodowe | Zawody międzynarodowe | Zawody międzynarodowe | Zawody międzynarodowe | Zawody międzynarodowe | Zawody międzynarodowe | Zawody międzynarodowe | Zawody międzynarodowe |
| --------------------- | --------------------- | --------------------- | --------------------- | --------------------- | --------------------- | --------------------- | --------------------- |
| 1978                  | Puchar świata         |                       |                       |                       |                       | 16                    |                       |
| 1978                  | Mistrzostwa świata    |                       | 8                     |                       | 7                     | 15                    | 3                     |
| 1979                  | Puchar świata         |                       |                       |                       |                       | 15                    |                       |
| 1980                  | Igrzyska olimpijskie  | 6T QR                 | 14T QR                | 29T QR                | 12 QR                 | 17 QR                 | 3                     |
| 1981                  | Mistrzostwa świata    |                       |                       |                       |                       | 19                    | 3                     |